# Lumnitzera racemosa

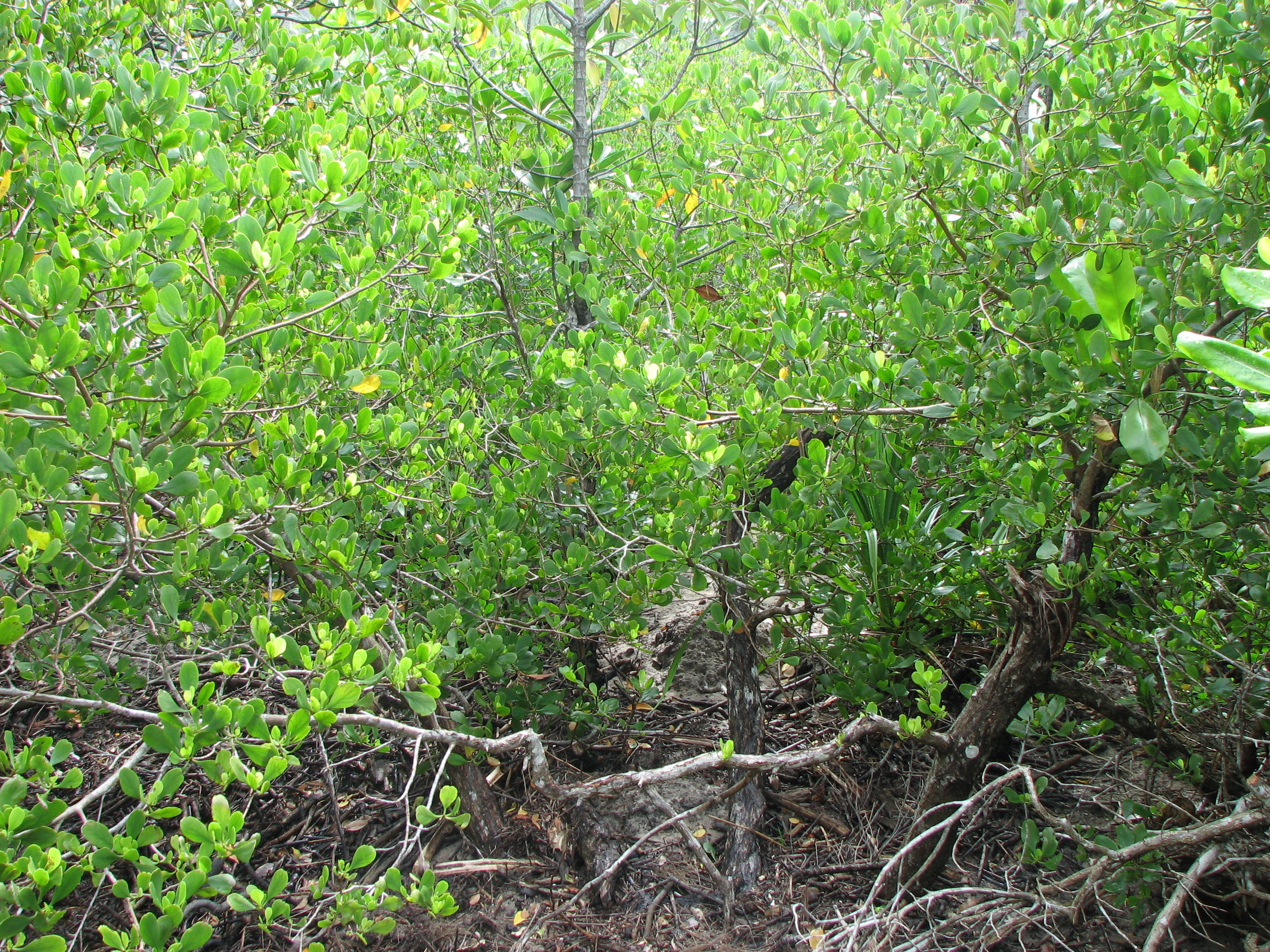
Dřeviny při odlivu

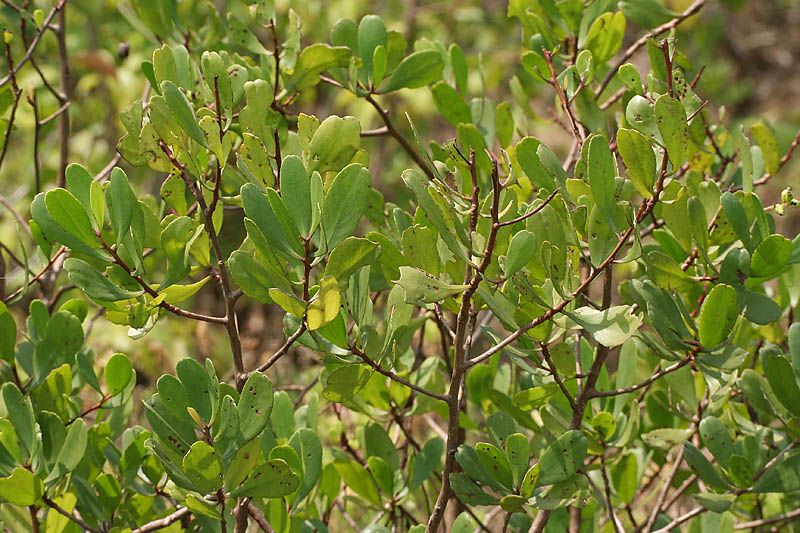
Listy

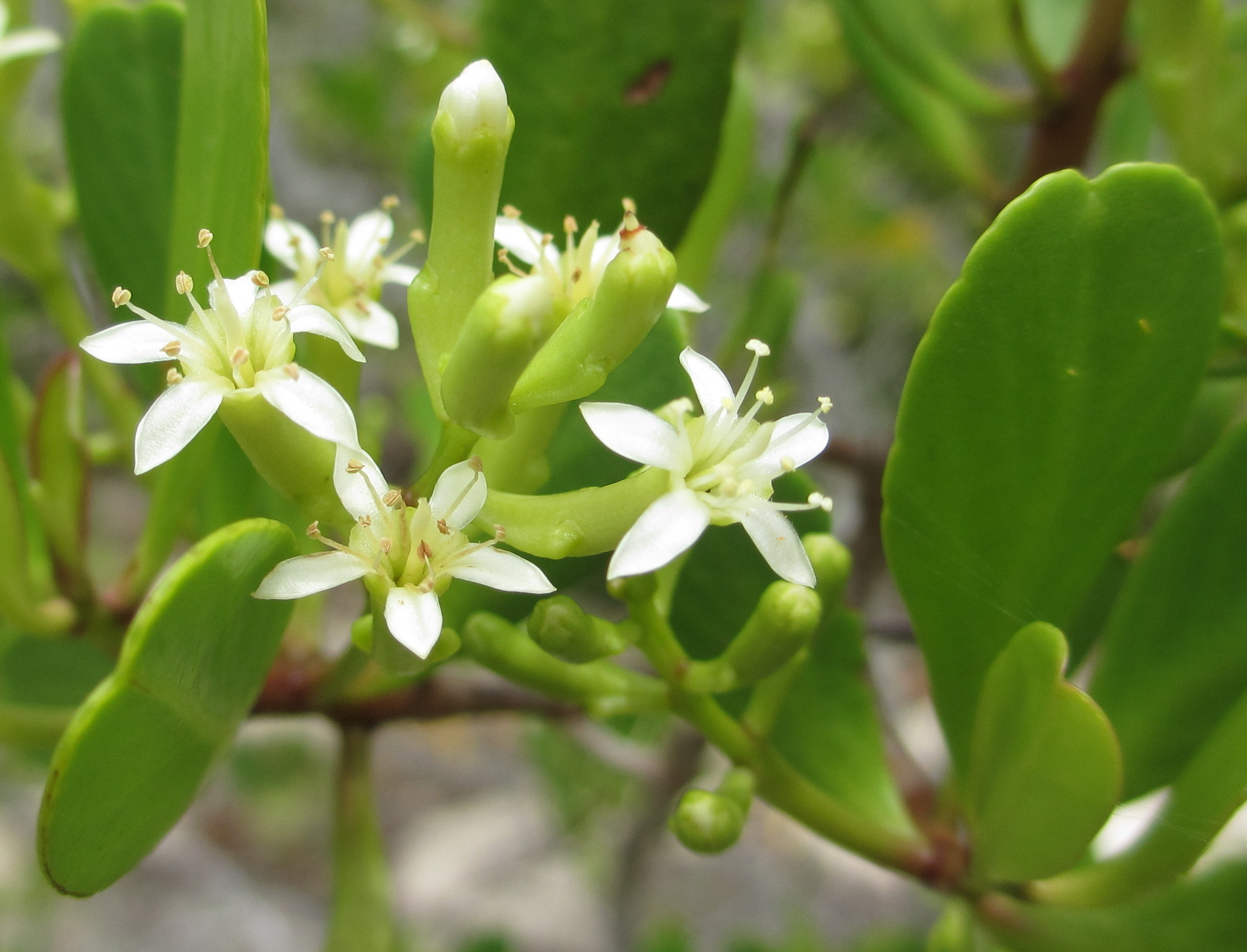
Květenství

Lumnitzera racemosa je menší, stálezelený strom nebo keř, jeden ze dvou druhů rodu Lumnitzera, který je běžnou dřevinou v bahnitých či písčitých sedimentech tropických mangrovových houštin. Další druh Lumnitzera littorea má podobnou morfologii i nároky na prostředí, na prvý pohled se však odlišuje červeně zbarvenými květy a nižším vzrůstem. Oba druhy rostou ve stejném habitatu, ovšem z neobjasněných příčin nikdy ne společně na jednom stanovišti.
Jménem Lumnitzera pojmenoval rod německý botanik C. L. Willdenow na počest významného lékaře a botanika Štefana Lumnitzera (1750–1806), který se zasloužil o popis flóry v širším okolí rodné Bratislavy. Druhové jméno racemosa je odvozeno z latinského názvu pro hroznovité květenství.

## Rozšíření
Areál těchto dřevin se rozkládá na převážné části pobřeží Indického oceánu a na březích západního Tichého oceánu. Na východním pobřeží Afriky se rozprostírá od Somálska na severu přes Tanzanii, Keňu a Mosambik po Jihoafrickou republiku na jihu, včetně ostrova Madagaskaru. Dále pokračuje v západní Asii od Indie a Bangladéše na západě přes Myanmar, Thajsko, Malajsii, Kambodžu, Vietnam, jižní Čínu, Tchaj-wan, Filipíny a Indonésii až po Novou Guineu. Původní rostlinou je také na téměř všech ostrovech Indického oceánu, včetně Srí Lanky. Mimo Asii je rozšířena i na tropickém pobřeží severní Austrálie a na ostrovech v Melanésii, včetně Nové Kaledonie.
Následkem rozptylu plodů mořskými proudy a schopnosti semen přežívat déletrvající pobyt v mořské vodě se může šířit na nová, k růstu příhodná území.

## Ekologie
Bývá součástí vegetace mangrove a obvykle roste v již zpevněné bahnité nebo písčité, vodou přesycené půdě ve vnitřních částech mangrovových porostů mořských břehů, na místech, kde je již mimo dosah nejsilnějšího erozního působení mořské vody při přílivu a odlivu. Vyskytuje se také okolo slaných močálů, lagun i na písčitých březích přeplavovaných slanou nebo brakickou vodou, dobře snáší prostředí s vysokou salinitou vody i půdy. Roste často v porostech okolo ústí do moře vtékajících řek a to až tak daleko do vnitrozemí, kam se za přílivu vzdouvá mořská voda.
Nejlépe prospívá ve vlhkých nížinných oblastech s denními teplotami v rozmezí 22 až 28 °C, toleruje rozsah od 15 do 32 °C. Upřednostňuje prostředí s ročními dešťovými srážkami v množství 800 až 4000 mm a nadmořskou výšku do 70 m n. m. Pokud roste v přímořských bažinách a je pravidelně zaplavován, může přežít i roční srážky pouhých 100 mm.
Na podmáčených, špatně prokysličených půdách se snižuje příjem iontů, (např. K+ a H2PO4−) a jeho růst je značně omezen. Pro získání potřebného kyslíku vyrůstají na bázi kmene kratičké adventivní kořínky a z kotevních kořenů ojediněle rostou vzhůru, ven z půdy, kolenovitě ohnuté dýchací kořeny, pneumatofory.

## Popis
Lumnitzera racemosa je nižší strom vysoký do 10 m, nebo keř dorůstající do 5 m. Kmen staršího stromu nebývá silnější než 30 cm a má drsnou, rozpraskanou, šedou až tmavě hnědou kůru, mladé větvičky jsou pýřité a později lysé. Listy bývají nahuštěné na koncích větví, kde rostou střídavě ve spirále, jsou světle zelené a mají krátký řapík nebo jsou téměř přisedlé. Jejich celokrajné, kožovité čepele bývají eliptické až obvejčité, 2 až 9 cm dlouhé a 1 až 3 cm široké, u báze jsou klínovité, na vrcholu zaoblené a po obvodě celokrajné a mírně zvlněné.
Květy jsou bílé, asi 1 cm velké, vyrůstají z úžlabí listů a vytvářejí hroznovitá květenství 2 až 7 cm dlouhá. Jsou pravidelné, pětičetné, oboupohlavné a slabě voní. Drobné, vytrvalé kališní lístky tvořící trubku jsou zelené, široce vejčité a okolo 5 mm dlouhé. Opadavé korunní lístky jsou bílé, úzce obkopinaté, asi 7 mm dlouhé a s kališními lístky alternují. Deset tyčinek, zhruba stejně dlouhých jako korunní lístky, vyrůstá ve dvou přeslenech a uprostřed nich je vytrvalá nitkovitá čnělka. Rozkvetlé květy jsou bohaté na nektar a opyluje je létající hmyz.
Z opyleného květu vznikne plod, což je vejčitá, zploštěle vřetenovitá, 1 až 2 cm velká nažka, která se vytvoří z vytrvalého kalichu a čnělky. Plod, obsahující jediné podlouhlé semeno, má korkovitou stěnu a s postupem zralosti se jeho barva mění ze zelené do červenavě hnědé.

## Rozmnožování
Plod bývá dlouhý asi 15 mm, široký 9 mm, váží 3 gramy a obsahuje asi 65 % vody. Ve zralosti z větve opadne a pokud spadne do vody dobře plave. Od mateřské rostliny může být zanesen vodním proudem na velkou vzdálenost, zůstává i po dlouhém pobytu v mořské vodě životaschopný. Na rozdíl od jiných rodů rostoucích v mangrove nejsou semena rodu Lumnitzera viviparidní, ale klíčí klasicky až po dosednutí na bahnitou či písčitou půdu.
Semeno je citlivé na dehydrataci, nemá žádnou dobu dormance, klíčí epigeální prodloužením osy hypokotylu, obvykle při teplotách 15 až 35 °C. Schopnost vyklíčit i při 10 °C dává semenu možnost rozptylu i studenými mořskými proudy, může kolonizovat území ve větším rozsahu zeměpisné šířky. Dokáže přežít větší chlad než podobné rody tvořící mangrove, např. kolíkovník (Avicennia) a kořenovník (Rhizophora).
Při umělém rozmnožování, kdy je nutno vysázet nové jedince na místa po vymýcených dřevinách nebo na zcela nová stanoviště, se používají plody odebrané ze stromů nebo posbírané opadané. Plody se zasunují do poloviny své délky šikmo do bahna v kontejnerech a udržují trvale vlhké, za rok již bývají semenáče vysoké od 20 do 30 cm a mohou se vysazovat na stanoviště. Klíčení semen je závislé na slanosti půdy, při vysoké salinitě se rychlost i procento vyklíčených semen snižuje. V odlehlých nebo hůře přístupných mangrove, kde není lidmi Lumnitzera racemosa kácena, se tento druh dostatečně obnovuje přirozeným způsobem.

## Význam
Dřevina poskytuje tvrdé, trvanlivé dřevo, jeho nevýhodou jsou malé rozměry, vyrábí se z něj drobný nábytek a různé nástroje do domácnosti. Hrubší části se používají na stěny dřevěných domů, nebo při stavbě lodí. Z tyčí menšího průměru se dělají krokve dřevěných střech, nebo složí jako bidla při plavbě v mělké vodě či se z nich vytvářejí oplocení. Dřevo je považováno za dobré palivo a také se z něj připravuje žádané dřevěné uhlí, nejkvalitnější je z hrubších kmenů. Někdy je využívaná i kůra, obsahuje hojně taninu používaného k barvení látek. Lumnitzera racemosa může přirozeně vytvořit monospecifické porosty na nově vzniklých holinách.